# セーシェルの政党
セーシェルの政党（セーシェルのせいとう）では、セーシェルにおける政党について記述する。

## セーシェルの政党制
独立以前の1964年にセーシェル人民統一党(SPUP)が結成される。1976年にイギリスより独立。1977年クーデターで政権奪取後、1978年にSPUPはセーシェル人民進歩戦線(SPPF)に改称、一党独裁制が確立。1991年複数政党制に移行し、1994年にセーシェル国民運動と国民同盟党が合同してセーシェル国民党が結成され、SPPFと国民党の二大政党制が成立した。2009年にSPPFは再び改称し人民党となり、2018年の改称で統一セーシェルとなった。2020年10月の総選挙にて統一セーシェルは大統領選挙・議会総選挙ともに敗北を喫し、43年間の長期政権に幕を下ろした。
この2党に加え、セーシェル民主党も主要政党として存在する。

## 主要政党
- 統一セーシェル-左派政党。人民党が2018年に改称したもので、1977年から43年間、与党の座にあった。
- セーシェル国民党-中道政党。セーシェル民主同盟（英語版）の中核で、2020年に政権奪取を果たした。
- セーシェル民主党-右派政党。1977年のクーデターで政権を追われた初代大統領ジェイムス・マンチャムが率いる。